# SLC38A7
SLC38A7 (англ. Solute carrier family 38 member 7) – білок, який кодується однойменним геном, розташованим у людей на 16-й хромосомі. Довжина поліпептидного ланцюга білка становить 462 амінокислот, а молекулярна маса — 49 966.
| 10         |  | 20         |  | 30         |  | 40         |  | 50         |
| ---------- |  | ---------- |  | ---------- |  | ---------- |  | ---------- |
| MAQVSINNDY |  | SEWDLSTDAG |  | ERARLLQSPC |  | VDTAPKSEWE |  | ASPGGLDRGT |
| TSTLGAIFIV |  | VNACLGAGLL |  | NFPAAFSTAG |  | GVAAGIALQM |  | GMLVFIISGL |
| VILAYCSQAS |  | NERTYQEVVW |  | AVCGKLTGVL |  | CEVAIAVYTF |  | GTCIAFLIII |
| GDQQDKIIAV |  | MAKEPEGASG |  | PWYTDRKFTI |  | SLTAFLFILP |  | LSIPREIGFQ |
| KYASFLSVVG |  | TWYVTAIVII |  | KYIWPDKEMT |  | PGNILTRPAS |  | WMAVFNAMPT |
| ICFGFQCHVS |  | SVPVFNSMQQ |  | PEVKTWGGVV |  | TAAMVIALAV |  | YMGTGICGFL |
| TFGAAVDPDV |  | LLSYPSEDMA |  | VAVARAFIIL |  | SVLTSYPILH |  | FCGRAVVEGL |
| WLRYQGVPVE |  | EDVGRERRRR |  | VLQTLVWFLL |  | TLLLALFIPD |  | IGKVISVIGG |
| LAACFIFVFP |  | GLCLIQAKLS |  | EMEEVKPASW |  | WVLVSYGVLL |  | VTLGAFIFGQ |
| TTANAIFVDL |  | LA         |  |            |  |            |  |            |

A: Аланін

C: Цистеїн

D: Аспарагінова кислота

E: Глутамінова кислота

F: Фенілаланін

G: Гліцин

H: Гістидин

I: Ізолейцин

K: Лізин

L: Лейцин

M: Метіонін

N: Аспарагін

P: Пролін

Q: Глутамін

R: Аргінін

S: Серин

T: Треонін

V: Валін

W: Триптофан

Кодований геном білок за функцією належить до фосфопротеїнів. 
Задіяний у таких біологічних процесах, як транспорт іонів, транспорт, транспорт натрію, транспорт амінокислот, альтернативний сплайсинг. 
Білок має сайт для зв'язування з іоном натрію. 
Локалізований у мембрані.